# 矢代秋雄
矢代 秋雄（やしろ あきお、1929年9月10日 - 1976年4月9日）は、日本の作曲家。
若い頃より英才として将来を期待され、東京音楽学校作曲科、東京藝術大学研究科を卒業した後、パリ国立高等音楽院に留学。和声法で一等賞を得る等、優秀な成績を修めて卒業。晩年は、作曲家として活動する一方、東京藝術大学音楽学部作曲科の主任教授として、後進の指導にあたった。門下より、野田暉行、池辺晋一郎、西村朗、北爪道夫、荻久保和明、糀場富美子、尾高惇忠、池上敏など現在の日本を代表する作曲家を輩出している。完璧主義、寡作主義で知られる。

## 生涯

### 少年時代
矢代秋雄は、1929年9月10日、東京の大森で西洋美術、美術史を専門とする評論家、矢代幸雄の長男として生まれた。母文は田中規矩士にピアノを学んだことがある。また、母方の祖父は横浜第一中学校（現：神奈川県立希望ヶ丘高等学校）の校長を務めた教師であり、西洋音楽への理解があった。家には母の嫁入道具であるヤマハ製のピアノがあり、父のたくさんのクラシックのレコードがあった。
秋雄は、7歳で原尋常小学校に入学したが、それ以前より、自発的にピアノの演奏や作曲を始めていたという。好んで聴いたレコードは、ベートーヴェンをはじめとして、ショパン、ブラームス、少し年齢が進んでワーグナー、チャイコフスキーだった。誰に強要されるのでもなく、非常に早い時期より作曲家を志していた、と後年の著書で述べている。10歳頃には、独学ながら管弦楽や室内楽の作品を書き始めていた。
父の幸雄は、作曲や指揮などの音楽の専門家に紹介した。作曲家の諸井三郎、ドイツ人指揮者のフェルマーなど。フェルマーからは指揮の勉強を勧められたが、結局、秋雄は、諸井に就いて14歳までの約3年間、ドイツ式の和声法と楽式について学ぶこととなる。諸井は、その作品の他に「機能和声法」の名著があり、ドイツ音楽の理論家としても名高い。諸井に師事したことが、後年の、動機を厳格に取り扱う、矢代の作風を決定付けた契機の一つといえる。
13歳で暁星中学校に入学。フランス語の授業があり、後年の留学への端緒の一つとなった。この頃、父の幸雄は、秋雄の将来について諸井に相談をしている。幸雄は、秋雄がもしこのまま音楽を続けさせるのならば、やはり東京音楽学校へ入学させるしかないと考えていたのである。それを受けて諸井は、当時上野の東京音楽学校で教鞭を執っていた橋本國彦を紹介。翌年の14歳より、秋雄は橋本に作曲理論を師事することとなった。
ドイツの音楽語法を教えた諸井に対して、橋本はドビュッシーやラヴェルに代表されるフランスを軸とした、ワーグナー以後のより近代的な音楽に目を向けさせた。それは秋雄にとって新しい音楽の世界だった。特に、ドビュッシーの作品の響きは秋雄の心を強く掴んだ。この頃に創作した楽曲は、ドビュッシーを模倣する作品ばかりだったという。

### 東京音楽学校時代
太平洋戦争末期の1945年4月、秋雄は16歳で東京音楽学校作曲科に入学した。同学年には日本の前衛音楽の旗手、黛敏郎がいた。しかし激しい戦禍の中、授業はほとんど行われなかった。半年後、日本は敗戦を迎えた。戦時中に国威発揚の音楽に携わった橋本は戦争責任を問われ、細川碧などと共に東京音楽学校の教壇から追われてしまう。秋雄は後任の池内友次郎、伊福部昭に就いて、新たに作曲理論の勉強を開始することとなる。
池内はパリ高等音楽院でポール・フォーシェ、アンリ・ビュッセルに学び、当時の日本ではフランス流の作曲技法の第一人者であった。音楽の範として伊福部に強く共鳴する黛に対して、矢代は池内からその多くを吸収した。特に池内は「音楽を整然と美しく仕上げる」ことを矢代に教え込んだ。これは、諸井から学んだ書式とともに、矢代の作風を決定付ける要素の一つである。この時期の作品の多くは矢代自身によって後に破棄されているが、以下のものは残っている。
- ピアノのためのソナチネ - 藤井澄子に献呈。1945年3月10日（第1稿作曲）、5月12日（第2稿作曲）（15歳）。
- 24のプレリュード - 1945年5月（15歳）作曲。
- ピアノのためのノクチュルヌ - 井上二葉に献呈。1947年（18歳）作曲。
- ピアノ協奏曲 - 園田高弘に献呈。
- ピアノ三重奏曲 - 1949年（20歳）作曲。卒業作品。橋本國彦に献呈。

ピアノ協奏曲は、現在しばしば演奏されるものとは異なる。この作品は、1948年に金子登指揮、東京音楽学校管弦楽部により初演された。卒業作品の「ピアノ三重奏曲」では、1949年2月の演奏会では自身でピアノ・パートを担当した。そしてこの作品はかつての師、橋本國彦に献呈された。在学中、矢代は黛とともに、極めて優秀な成績で「我が校始まって以来の俊秀」として将来を嘱望された。2人でお互いに作品を批評し合い、また芸術論を戦わせたという。
1949年3月、矢代は東京音楽学校本科を首席で卒業、4月には東京音楽学校研究科へ進学した。研究科に在学時の作品は以下のものがある。
- ヴァイオリンとピアノのためのセレナーデ - 1949年（20歳）作曲。
- ピアノ四手のための古典組曲 - 1949年（20歳）作曲。ヴェルレーヌの「エピグラフ」に依るという。
- 交響的小品 - 1950年（21歳）作曲。

「交響的小品」は、東京藝術大学管弦楽団により初演された。1951年3月、矢代は東京藝術大学研究科を卒業した。

### フランス留学時代および帰国後
1951年8月、22歳で矢代は、第2回フランス政府給費留学生として、黛らと共にパリ国立高等音楽院に入学した。和声法をジャック・ドゥ・ラ・プレール、アンリ・シャランに、対位法とフーガをノエル・ギャロンに、作曲と管弦楽法をトニー・オーバンに、ピアノ伴奏法をナディア・ブーランジェにそれぞれ師事した。オリヴィエ・メシアンの作曲と管弦楽法の授業も時折聴講したという。当時の音楽院では、ドイツの古典の他にサン＝サーンス、フランクなどの作品が範とされた。矢代は「フランクこそは自分の出発点」と後年の著書で述べているように、ちょうど彼の創作志向に合った学風だったといえる。対して、黛は「もう学ぶものはない」として1年で帰国している。また、この時期には同じくパリ音楽院に留学してきた三善晃と親交を深めている。卒業作品として「弦楽四重奏曲」を作曲（妹の訃報に接し、それを念頭に創作された）。しかしパリ音楽院でプルミエ・プリをもらうことは叶わず、1956年（27歳）8月に帰国。
帰国から約4か月後の12月14日、フランスで書かれた「弦楽四重奏曲」日本初演。また、この作品で毎日音楽賞の一等賞を受賞。1958年、日本フィルハーモニー交響楽団の委嘱により「交響曲」を作曲。1960年（30歳）、NHK交響楽団の委嘱により「チェロ協奏曲」を作曲。1965年（35歳）、「対位法」を出版。1968年（38歳）「ピアノ協奏曲」が第16回尾高賞・文部省芸術祭奨励賞を受賞。同年、東京藝術大学助教授に就任。1974年、東京藝術大学教授となる。そのほかにも、いくつかの高校の校歌も作曲しており、最後の校歌としては、三重県立名張桔梗丘高等学校の校歌を作っている。
ヴァイオリン協奏曲を作曲中の1976年、心不全により急逝。墓所は、神奈川県横浜市東神奈川にある浄土宗成仏寺の墓地にある。

### 死後
若くして亡くなったため、現存している（または出版されている）作品は少ない。現在知られているピアノ協奏曲とは別の、園田高弘のためのピアノ協奏曲も生前には出版されなかった。
あまりにも早すぎた死により、没後すぐに個人全集が企画・出版されるなど、異例の待遇で評価された。
團伊玖磨はその著書「重ねて・パイプのけむり」（朝日新聞社・昭和55年（1980年）1月30日第1刷発行）の「雲の行列」（同書58～63ページ）で、矢代秋雄との出会い（矢代が小学生、團が中学生の時）や、その後の交流、そして矢代秋雄の死の報に接した際の光景を綴っている。團は矢代の死を翌日第1回日中文化交流協会音楽家代表団の一員（団長）として滞在中の北京で偶然知り、死因が作曲を続けながら芸大主任教授を務めていたことによる疲労であったこと、また、同じく代表団で同席していた武満徹が松村禎三に対し、「松村君、芸大なぞは辞めなさい。作曲だけをしよう」と鋭く言ったこと等を記している。矢代が死去した当時の日本の作曲家の衝撃を語る記録である。武満徹は矢代から芸大講師に就任を打診されたこともあるが、終生音楽学校での教鞭を執ることがなかった。

## 人物

### 係累
若葉夫人は度々演奏会を主宰している。古代ギリシア美術史研究者の平山東子は長女で、義父は日本画家の平山郁夫。平山郁夫シルクロード美術館（2代目）である。

### その他
森下小太郎によると、矢代は麻生 保（あそう やすし）の筆名でSM雑誌『奇譚クラブ』に投稿していたという。沼正三によると、麻生保はマゾ派の熱心な投稿者で、筆名もマゾッホのもじりであるという。

## 作風
矢代は同時代のピエール・ブーレーズやクシシュトフ・ペンデレツキ等を高く評価していたが、その一方でポール・デュカス、フローラン・シュミット、トニー・オーバンらを尊敬し、意図的に旧来の語法に留まっている。また、矢代は、その創作において、たとえ、それが音楽的にどんなに素晴らしい効果を持っていたとしても、霊感の赴くままに、思いつきや感性で、音を並べるのではなく、まず、音楽には、整然とされたエクリチュール、つまり確固たる書式、スタイル、流儀が存在するべきである、と考えていた。結果的に、それは代表作である交響曲の初演の評価、「日本人の手による、初めての交響曲らしい交響曲」という位置づけに繋がっている。

## 代表作
- ピアノのためのソナチネ（1945年）
- ヴァイオリン・ソナタ（1946年）
- ピアノのためのノクチュルヌ（1947年）
- ピアノ三重奏曲（1948年）
- ヴィオラとピアノのためのソナタ（1949年）
- ヴァイオリンとピアノのためのセレナーデ（1949年）
- ピアノ連弾のための古典組曲（1951年）
- 弦楽四重奏曲（1955年）
- 交響曲（1958年）
- 2本のフルートとピアノのためのソナタ（1958年）
- チェロ協奏曲（1960年）
- ピアノ・ソナタ（1961年）
- ピアノ協奏曲（1967年）
- 札幌オリンピックのための『式典序曲』（『白銀の祭典』とも、1972年）
- ヴァイオリン協奏曲（未完。冒頭の37小節のみ）

## 著作
- 音楽留学生（吉田秀和編、音楽之友社、1957年）-「留学とは」を収録。
- 和声学とその応用（ヤマハ音楽振興会、1970年）- 竹内剛との共著
- ハーモニーのしくみ（音楽之友社、1971年）菅野真子との共著
- 音楽論集 オルフェオの死（深夜叢書社、1977年／音楽之友社「音楽選書」、1996年）
- バッハ平均律の研究1（ムジカノーヴァ、1982年）- 小林仁との共著。全2巻で、第2巻は伊達純と小林仁の手による。
- 矢代秋雄和声集成（全3巻）（全音楽譜出版社、1982-83年）
- 対談集 音楽の世界（音楽之友社編、1997年）
- エッセイ集 音楽における郷愁（音楽之友社、1998年）

### 翻訳
- ノエル＝ギャロン、マルセル・ビッチュ『対位法』（音楽之友社、1965年、新版1989年）
- 日仏演劇協会編『今日のフランス演劇 第4』（白水社、1967年）- 安堂信也との共訳によるポール・クローデル『火刑台上のジャーヌ・ダルク』を収録。

### 校訂・増補
- テオドール・デュボワ『和声学 理論篇』（平尾貴四男訳 音楽之友社、1978年）
- テオドール・デュボワ『和声学 実施編』（平尾貴四男訳 音楽之友社、1978年）
- セルゲイ・ラフマニノフ『ピアノ協奏曲第2番』二台ピアノ版（全音楽譜出版社）

ラフマニノフの版権を所有しているブージー&ホークスとの契約により出版され、日本人でも演奏が可能なように運指や奏法の提案がなされている。しかし、自社版の出版を優先したブージー&ホークスが契約を解除し、本書はラフマニノフの著作権が切れる2004年まで絶版となっていた。